# Stazione di Lea Bridge
La stazione di Lea Bridge è una stazione situata lungo la diramazione per Stratford della ferrovia Londra-Cambridge e delle ferrovie della Valle del Lea, a servizio di Leyton, quartiere del borgo londinese di Waltham Forest.

## Movimento
La stazione è servita dai treni locali di Greater Anglia in servizio sulla tratta da Londra Liverpool Street a Hertford Est e da Stratford a Bishop’s Stortford.

## Interscambi
Nelle vicinanze della stazione effettuano fermata alcune linee urbane automobilistiche, gestite da London Buses.
- Fermata autobus